# Guttmanschaal
Een Guttmanschaal is een psychometrisch instrument op basis van een techniek die door Louis Guttman in 1944 ontwikkeld werd. Een belangrijk doel van de schaal is om na te gaan of de onderliggende variabele slechts een enkele karakteristiek vertegenwoordigt, dat wil zeggen eendimensionaal is. Guttmans inzicht was dat voor eendimensionale schalen eenieder die het met een extreme stelling eens is, het ook met alle voorgaande minder extreme stellingen eens zal zijn.

## Een perfecte Guttmanschaal
Een perfecte Guttmanschaal bestaat uit een eendimensionale verzameling van stellingen die op toenemende mate van 'moeilijkheid' gesorteerd zijn. Bijvoorbeeld: een persoon die een "7" op een 10-punts Guttmanschaal scoort, zal het eens zijn met de stellingen 1 tot en met 7, en het oneens zijn met de stellingen 8, 9 en 10. Een belangrijke eigenschap van een Guttmanschaal is dat alle antwoorden op de stellingen in het instrument af te leiden zijn op basis van de uiteindelijke score, dat wil zeggen, het Guttman-model is deterministisch.

## Gebruik
De Guttmanschaal wordt vooral gebruikt voor korte vragenlijsten met een hoog onderscheidingsniveau. Het Guttman-model werkt het best voor hiërarchische en sterk gestructureerde constructen zoals sociale afstand, organisatiehiërarchie en ontwikkelingsfasen.

## Voorbeeld
Een voorbeeld van een Guttmanschaal is een bewerking van de Bogardus Sociale-afstandschaal:
(Minst extreem)
1. Bent u bereid immigranten in uw land te laten wonen?
2. Bent u bereid immigranten in uw stad te laten wonen?
3. Bent u bereid immigranten in uw buurt te laten wonen?
4. Bent u bereid immigranten naast u te laten wonen?
5. Bent u bereid uw kind met een immigrant te laten trouwen?

(Meest extreem)
Deze schaal is slechts een goede Guttmanschaal, als iedereen die het eens is met stelling 3, het ook met stelling 1 en 2 eens is, enzovoorts.